# Tadeusz Rozpierski
Tadeusz Rozpierski (ur. 22 listopada 1932, zm. 1970) – polski bokser, reprezentant kraju (9 występów – 4 zwycięstwa i 5 porażek). Srebrny medalista Spartakiady Gwardyjskiej z 1959 w wadze piórkowej.
Zawodnik Gwardii Słupsk – srebro Mistrzostw Polski 1953 (waga kogucia) oraz Gwardii Łódź – w kategorii piórkowej dwukrotny złoty (1957 i 1958) oraz brązowy (1960) medalista Mistrzostw Polski.